# Ley de derechos de autor de los Estados Unidos

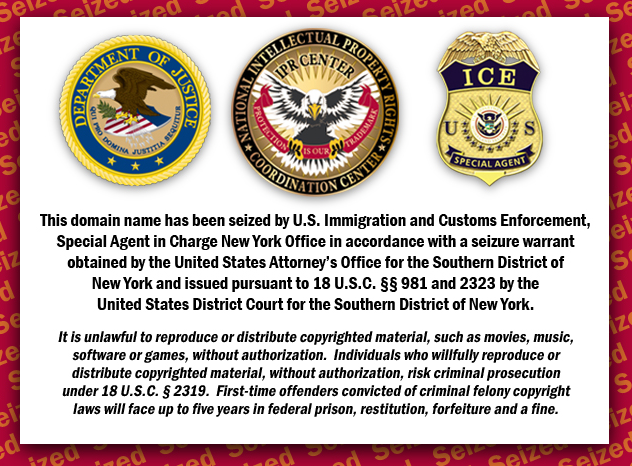
Aviso de incautación de propiedad intelectual por parte del Departamento de Inmigración y Aduanas de Estados Unidos

La ley de derechos de autor de los Estados Unidos (en inglés, Copyright law of the United States) otorga protección monopólica a las "obras originales de autor". Con el propósito declarado de promover el arte y la cultura, la ley de derechos de autor asigna un conjunto de derechos exclusivos a los autores: hacer y vender copias de sus obras, crear obras derivadas y ejecutar o exhibir sus obras públicamente. Estos derechos exclusivos están sujetos a un límite de tiempo, y generalmente expiran 70 años después de la muerte del autor o 95 años después de la publicación de la obra. En los Estados Unidos, toda obra publicada antes del 1 de enero de 1930 se considera generalmente de dominio público.
La ley de derechos de autor de los Estados Unidos fue revisada en general por última vez por la Ley de Derechos de Autor de 1976, codificada en el Título 17 del Código de los Estados Unidos. La Constitución de los Estados Unidos explícitamente otorga al Congreso el poder de crear una ley de derechos de autor bajo el Artículo 1, Sección 8, Cláusula 8, conocida como la Cláusula de Derechos de Autor. Bajo la Cláusula de Derechos de Autor, el Congreso tiene el poder, "Para promover el Progreso de la Ciencia y las Artes útiles, asegurando por tiempos limitados a los Autores e Inventores el Derecho exclusivo a sus respectivos Escritos y Descubrimientos".
La Oficina del Derecho de Autor de Estados Unidos se encarga del registro de los derechos de autor, el registro de las transferencias de derechos de autor y otros aspectos administrativos de la ley de derechos de autor.

## Historia
La ley de derechos de autor de Estados Unidos remonta su linaje al Estatuto de la Reina Ana, que influyó en la primera ley federal de derechos de autor de Estados Unidos, la Ley de Derechos de Autor de 1790. La duración del derecho de autor establecida por los Padres Fundadores fue corta, 14 años, más la posibilidad de renovarlo una vez, por 14 más. 40 años después, se cambió a 28 años. No fue hasta 180 años después de su establecimiento que se amplió significativamente más allá, en la Acta de los Derechos de Autor de 1976 a "75 años tras la publicación de una obra colectiva o la vida del autor más 50 años" y la Ley de Extensión del Plazo de Derecho de Autor de Sonny Bono de 1998 (también llamada "Ley de Protección de Mickey Mouse", porque impedía que el derecho de autor expirara en el primer éxito comercial del personaje de dibujos animados Mickey Mouse), que lo aumentó aún más, a 95 años para obras colectivas, o la vida del autor más 70 años.

## Propósito de los derechos de autor
El objetivo de la ley de derechos de autor, como se establece en la Cláusula de Derechos de Autor de la Constitución de los Estados Unidos, es "promover el progreso de la ciencia y las artes útiles, asegurando por tiempo limitado a los autores e inventores el derecho exclusivo a sus respectivos escritos y descubrimientos". Esto incluye incentivar la creación de arte, literatura, arquitectura, música y otras obras de autoría. Como ocurre con muchas doctrinas jurídicas, la eficacia de la ley de derecho de autor para lograr su propósito declarado es objeto de debate.

## Obras sujetas a la legislación de derecho de autor
La ley de derechos de autor de los Estados Unidos protege las "obras originales de autoría", fijadas en un medio tangible incluyendo las obras literarias, dramáticas, musicales, artísticas y otras obras intelectuales. Esta protección está disponible tanto para las obras publicadas como para las no publicadas. La ley de derechos de autor incluye los siguientes tipos de obras:
- Literario
- Musical
- Dramático
- Pantomimas y trabajos coreográficos
- Obras pictóricas, gráficas y escultóricas
- Obras audiovisuales
- Grabación y reproducción de sonido
- Obra derivada
- Compilaciones
- Obras de arquitectura[9]

### Dicotomía idea-expresión
La ley de derechos de autor protege la "expresión" de una idea, pero los derechos de autor no protegen la "idea" en sí. Esta distinción se llama la dicotomía idea-expresión. La distinción entre "idea" y "expresión" es fundamental en la legislación de derecho de autor. De la Acta de los Derechos de Autor de 1976 (17 U.S.C. § 102):

En ningún caso la protección del derecho de autor para una obra original de autoría se extiende a cualquier idea, procedimiento, proceso, sistema, método de operación, concepto, principio o descubrimiento, independientemente de la forma en que se describa, explique, ilustre o incorpore en dicha obra.

Por ejemplo, un documento que describe una teoría política es susceptible de ser protegido por derechos de autor. El documento es la expresión de las ideas del autor sobre la teoría política. La teoría en sí misma es sólo una idea, y no es susceptible de ser protegida por derechos de autor. Otro autor es libre de describir la misma teoría en sus propias palabras sin infringir los derechos de autor del autor original.
Aunque es fundamental, la dicotomía idea-expresión suele ser difícil de poner en práctica. Las personas razonables pueden no estar de acuerdo sobre dónde termina la "idea" desprotegida y dónde comienza la "expresión" desprotegida. Como dijo el juez Learned Hand: "Obviamente, no se puede afirmar ningún principio sobre cuándo un imitador ha ido más allá de copiar la 'idea' y ha tomado prestada su 'expresión'. Por lo tanto, las decisiones deben ser inevitablemente ad hoc".